# Hellendoorn
Hellendoorn é um município dos Países Baixos, situado na província de Overissel. Tem 138,99 km² de área e sua população em 2020 foi estimada em 35.959 habitantes.